# Stefano Bontate
Stefano Bontate ou Stefano Bontade, né le 23 avril 1939 à Palerme et mort le 23 avril 1981 dans la même ville est un  chef de la Mafia sicilienne. Il était le capo de la famille Santa Maria di Gesù à Palerme. Il était aussi connu sous les surnoms de « Prince de Villagrazia  » ( secteur de Palerme qu’il contrôlait), et Il Falco (le faucon). 
Il avait des liens avec plusieurs hommes politiques importants dont Giulio Andreotti. En 1981, il a été assassiné par une faction rivale au sein de Cosa Nostra, les Corleonesi. Son assassinat, commandité par Toto Riina, marque le début de la deuxième guerre de la mafia, nom donné à un conflit interne à Cosa Nostra qui se déroula en Sicile au début des années 1980 et se traduisit par environ mille assassinats.

## Débuts
Bontate est né à Palerme en Sicile, dans une famille de mafiosi. Son père et son grand-père étaient de puissants chefs de la Mafia dans les quartiers de Villagrazia, Santa Maria di Gesù et Guadagna, qui étaient des zones rurales avant d’être absorbés par la ville de Palerme dans les années 1960. Le père de Stefano, Francesco Paolo Bontate, était l’un des plus puissants mafiosi de l’île et a été l’un des porteurs de cercueil aux funérailles de Calogero Vizzini, l’un des chefs mafieux les plus puissants en Sicile après-guerre jusqu’à sa mort en 1954. 
Stefano Bontate et son frère Giovanni Bontate, qui deviendra plus tard avocat, ont étudié dans un collège de jésuites. En 1964, à l’âge de 25 ans, Stefano Bontate est devenu le chef de la famille de Santa Maria di Gesù quand son père, Don Paolino, s’est retiré à cause de problèmes de santé (il souffrait du diabète). La Mafia vivait des temps difficile durant cette période. Une sanglante lutte interne, connue comme la Première Guerre de la Mafia, a culminé avec le massacre de Ciaculli en juin 1963, au cours duquel sept officiers de police et militaires ont été tués en cherchant à désamorcer une bombe placée dans une Alfa Romeo Giulietta abandonnée, à laquelle ils s’étaient intéressé après un appel téléphonique anonyme. 
Le massacre de Ciaculli a modifié la situation, d’une lutte à l’intérieur de la Mafia à une lutte contre la Mafia. Cela a été la mise en place des premiers efforts anti-mafia concertés de l’État italien après la guerre. Plusieurs centaines d’arrestations. La Cupola (en) (Commission de la Mafia sicilienne) a été dissoute, et les mafiosi qui avaient échappé à l’arrestation étaient exilés ou se cachaient. En 1968, 114 prévenus ont été jugés, mais seules dix de figures mineures ont été condamnées. 
Après l’assassinat de Pietro Scaglione, le procureur général de Palerme, 5 mai 1971, la police a réalisé une rafle parmi les chefs connus de la Mafia. Bontate a été arrêté en 1972 et a été condamné à une peine de prison de trois ans lors du deuxième procès des 114 en juillet 1974, mais la sentence a été infirmée en appel. Néanmoins, Bontate a été envoyé en exil à Qualiano, dans la province de Naples. La politique, pratiquée par les autorités, d’exiler des mafiosi dans d’autres régions d’Italie a été contre-productive, car cela les a incités à établir des contacts en dehors de l’île. Bontate a ainsi établi des liens avec Giuseppe Sciorio, du clan Maisto, dans la Camorra, qui sera initié dans Cosa Nostra.

## Contrebande de cigarettes et trafic d’héroïne
Bontate et d’autres mafiosi exilés se sont intégrés au marché international de la contrebande de cigarettes, en imposant, d’abord leur protection, ensuite leurs investissements aux trafiquants de Naples connectés à la Camorra et de Palerme, qui pratiquaient cette activité depuis les années 1950. Un trafiquant prospère tel que l’était Nunzio La Mattina a ainsi été initié à Cosa Nostra dans la famille Santa Maria di Gesù. 
C’est grâce aux trafics de cigarettes, puis d’héroïne, que de nombreux mafiosi ont été capables de surmonter les difficultés consécutives au massacre de Ciaculli. Ils ont commencé à amasser d’immenses sommes d’argent rapidement. Selon le pentito (repenti de la Mafia) Antonio Calderone, Bontate avait coutume de dire qu’il avait été chanceux que Tommaso Spadaro (parrain d’un de ses fils) ait démarré un petit trafic de cigarette et lui ait donné une part des profits, car ils étaient en train de « mourir de faim ».  
Bontate était étroitement lié au réseau Spatola-Inzerillo-Gambino. Ce réseau, et d’autres fournisseurs siciliens ont dominé le trafic d’héroïne à partir du milieu des années 1970 jusqu’au milieu des années 1980, quand les autorités des États-Unis et d’Italie ont réussi à réduire significativement l’approvisionnement d’héroïne via la Mafia sicilienne, ce que l’on a appelé la Pizza Connection. Les trafiquants siciliens Bontate, Spatola et Inzerillo fournissaient les Américains de la famille Gambino à New York, en héroïne raffinée dans des laboratoires sur l’île, à partir de morphine-base provenant de Turquie. Selon le juge anti-mafia Giovanni Falcone, ce groupe a ainsi réalisé 600 millions de dollars de bénéfices. Ces sommes ont été réinvesties dans l’immobilier. Rosario Spatola, qui dans sa jeunesse était livreur de lait, est ainsi devenu le plus grand entrepreneur dans la construction à Palerme et le plus important contribuable de Sicile. 
Le repenti Francesco Marino Mannoia, qui appartenait à la famille de Santa Maria di Gesù et qui était réputé dans toutes les familles de la Mafia pour ses compétences de chimiste, a indiqué avoir raffiné au moins 1 000 kilos d’héroïne pour Bontate. Marino Mannoia, qui avait été proche de Bontate a décidé de coopérer avec la Justice italienne en octobre 1989, après que son frère ait été tué par les Corleonesi, ainsi que sa mère, sa sœur et sa tante. Selon Marino Mannoia, le banquier sicilien Michele Sindona a blanchi les revenus de ce trafic d’héroïne.

## L’Affaire Mattei
En mai 1994, le pentito Tommaso Buscetta a déclaré que Bontate avait été impliqué dans l’assassinat d’Enrico Mattei, le patron de l’entreprise d’État pétrolière ENI. Mattei aurait été tué en 1962 à la demande de la Cosa Nostra américaine, plus précisément d’Angelo Bruno, chef de la Mafia de Philadelphie, relayant lui-même une requête de certaines compagnies pétrolières américaines dont les intérêts au Moyen-Orient avaient été contrariés par la politique de Mattei. Buscetta a prétendu que cet assassinat avait été organisé sous la supervision de Stefano Bontate, Salvatore Greco et Giuseppe Di Cristina. 
Buscetta a aussi prétendu que le journaliste Mauro De Mauro avait été tué en septembre 1970 sur ordre de Bontate, à cause de son enquête sur la mort de Mattei. Buscetta a dit que Bontate a organisé l’enlèvement du journaliste, parce que les pistes de De Mauro étaient en train de le mener vers la Mafia. D’autres repentis ont dit que De Mauro avait été enlevé par Emanuele D’Agostino, un mafioso de la famille de Bontate. Le corps de De Mauro n’a jamais été retrouvé. Marino Mannoia a témoigné qu’il a reçu l’ordre de Bontate, dans les années 1970, de faire disparaître plusieurs corps, dont celui de De Mauro, en les faisant dissoudre dans de l’acide. 

## Le faux enlèvement de Sindona
Michele Sindona était le responsable de l’une des plus grosses banques aux États-Unis, la Franklin National Bank, il contrôlait les investissements financiers à l’étranger du Vatican, et il était un important bailleur de fonds du parti au pouvoir, Démocratie chrétienne, selon une commission d’enquête parlementaire en 1982. L’enquête a aussi révélé les relations entre Sindona et Giulio Andreotti, qui a été plusieurs fois Président du Conseil et a une fois défini Sindona comme le « sauveur de la lire ».
Après la faillite de la banque de Sindona, la Banca Privata Italiana, en 1974, ce dernier a fui aux États-Unis. En juillet 1979, Sindona a commandité l’assassinat de Giorgio Ambrosoli, un juriste nommé pour liquider sa banque.  Au même moment, la Mafia a tué le surintendant de la police Boris Giuliano qui enquêtait sur les trafics d’héroïne et avait contacté Ambrosoli deux semaines auparavant pour qu’ils comparent leurs enquêtes respectives. 
Alors qu’il était sous le coup d’une mise en accusation pour fraude de la Justice américaine, Sindona a mis en scène un faux enlèvement en août 1979 pour dissimuler un séjour mystérieux de onze semaines en Sicile avant la date prévue de son procès. Le beau-frère de Bontate, Giacomo Vitale, était l’une des personnes qui a organisé ce séjour de Sindona. Le but réel de cet enlèvement était d’envoyer des messages aux anciens alliés politique de Sindona, en particulier Andreotti, un chantage à peine déguisé pour que soit organisé le renflouement de la banque de Sindona, et permettre ainsi à la Mafia de récupérer son argent. Cette machination a échoué, et après sa « libération », Sindona s’est rendu au FBI. 
L’affaire Sindona a dévoilé les liens entre la Mafia et certains hommes d’affaires importants, des francs-maçons et des hommes politiques. La suite des investigations, il est apparu que nombre d’entre eux étaient en relation à travers la loge maçonnique clandestine Propaganda Due (P2) de Licio Gelli.

## Relations politiques
Stefano Bontate avait de nombreuses relations dans le milieu politique. Il était membre d’une loge maçonnique et avait des liens avec l’ancien maire démocrate-chrétien de Palerme, Salvo Lima, ainsi qu’Antonio et Ignazio Salvo, deux riches cousins mafiosi de Salemi, agissant comme collecteurs de taxes sur l’île, avec la bénédiction de Lima. Ils étaient ses intermédiaires pour avoir accès à Giulio Andreotti. La cour de cassation italienne a jugé, en octobre 2004, qu'Andreotti avait « des liens amicaux et même directs » avec les principaux chefs de l’aile « modérée » de Cosa Nostra, Stefano Bontate et Gaetano Badalamenti, favorisés par les relations entre eux et Salvo Lima. 
Selon le repenti Francesco Marino Mannoia, Andreotti a contacté Bontate pour essayer d’éviter l’assassinat par la Mafia du député démocrate-chrétien Piersanti Mattarella. Ce dernier était devenu le président de la région autonome de Sicile en 1978 et souhaitait faire le ménage dans les contrats publics gangrénés par les rackets de Cosa Nostra. Bontate et d’autres mafiosi se seraient sentis trahis par Mattarella (son père, Bernardo Mattarella était selon certaines rumeurs un associé de la Mafia, mais toutes les accusations contre lui n’ont jamais fait l’objet de condamnations judiciaires). 
Andreotti a échoué. Après l’assassinat de Mattarella le 6 janvier 1980, Andreotti a de nouveau contacté Bontate pour essayer d’arranger la situation. Cependant, selon Marino Mannoia, Bontate a dit à Andreotti : « C’est nous qui commandons en Sicile, et à moins que vous vouliez que la Démocratie Chrétienne disparaisse, vous devez faire ce qu’on vous dit. ».
Stefano Bontate était aussi en relation avec Silvio Berlusconi au milieu des années 1970, quand Berlusconi n’était encore qu’un promoteur prospère commençant tout juste à construire son empire médiatique. Bontate a rendu visite à Berlusconi dans sa villa à Arcore dans les environs de Milan, selon Antonino Giuffrè, un mafioso qui était un assistant important du chef mafieux Bernardo Provenzano, devenu repenti en avril 2002. Le contact de Bontate à Arcore était Vittorio Mangano (entretemps décédé), un mafioso précédemment condamné qui était responsable des écuries dans la propriété de Berlusconi. « Quand Vittorio Mangano a obtenu ce travail dans la villa d’Arcore, Stefano Bontate et certains de ses proches conseillers, rencontraient Berlusconi en se servant de leurs visites à Mangano comme prétexte », a dit Giuffrè. L’avocat de Berlusconi a rejeté le témoignage de Giuffrè en affirmant qu’il était faux et était destiné à discréditer le Président du Conseil et son parti Forza Italia.

## La Commission de la Mafia sicilienne
En 1970, la Commission de la Mafia sicilienne était relancée. Elle comprenait une dizaine de membres mais était avant tout dirigée par un triumvirat composé de Gaetano Badalamenti, Stefano Bontate et le chef des Corleonesi Luciano Leggio, bien que ce dernier était en fait représenté par Salvatore Riina. Bontate émergeait alors comme l’un des dirigeants reconnus de la Mafia. Jeune, riche, élégant, intelligent, raisonnable, fils d’un chef renommé de la Mafia : tout cela a fait de Bontate un candidat incontesté pour siéger à la Commission de la Mafia sicilienne. En 1975, toute la Commission a été reconstituée sous la direction de Badalamenti.
La Commission de la Mafia était destinée à résoudre les différents et à maintenir la paix, mais Leggio et son remplaçant Salvatore Riina, complotaient pour décimer les clans de Palerme, dont ceux de Bontate et de son allié Salvatore Inzerillo. Vers la fin de 1978, la direction de la Mafia sicilienne a changé. Gaetano Badalamenti a été exclu de la Commission et remplacé par Michele Greco. Cet épisode a marqué la fin d’une période de relative accalmie et impliquait un changement profond de la Mafia elle-même. Greco, dont le clan était historiquement en de mauvais termes avec celui de Bontate, était un allié de Salvatore Riina. Il s’est donc servi de sa position pour leurrer de nombreux amis de Bontate et les précipiter vers la mort, dans la guerre mafieuse qui s’est alors déclenchée. 

## La Seconde Guerre de la Mafia

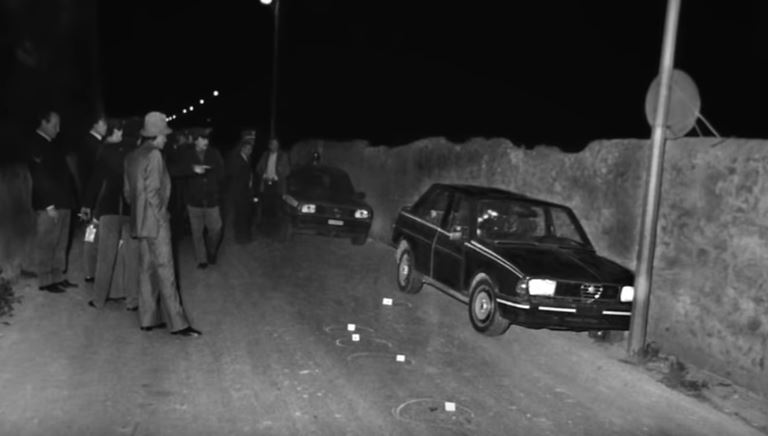
Scène de l'assassinat de Stefano Bontate.

La Seconde Guerre de la Mafia a fait rage entre 1981 et 1983. En fait, deux guerres étaient simultanément menées par le clan des Corleonesi. Riina avait secrètement forgé une alliance entre mafiosi de différentes familles, malgré les divisions entre leurs clans respectifs, au mépris des règles concernant la loyauté dans Cosa Nostra. Ce groupe inter-familial secret sera connu comme celui des Corleonesi. Ceux-ci ont massacré les familles régnantes de la Mafia de Palerme pour prendre le contrôle de l’organisation, tout en menant une guerre parallèle contre les autorités italiennes pour intimider et prévenir toute enquête ou poursuite efficace.
Les Corleonesi ont déclenché la guerre contre la coalition menée par Bontate et Badalamenti pour essayer de contrôler le trafic d’héroïne. Malgré ses moyens économiques plus importants et son plus large réseau international, l’alliance Bontate-Spatola-Inzerillo-Badalamenti était incapable de résister à le terrorisme des Corleonesi. Les plus importants membres des clans d’Inzerillo, Spatola et Gambino ont été arrêtés en mars 1980 grâce à les enquêtes du procureur Gaetano Costa sur le trafic d’héroïne, ce qui a significativement sapé la position de Bontate et comme conséquence le procureur Costa est assassiné. 
En 1981, Bontate dans le tentative de contrôler le situation, complotait pour tuer Salvatore Riina mais son frère Giovanni (it) et son ancien associé Michele Greco le trahissaient révélant tout a Riina. Le 23 avril, pendant qu’il se rendait chez lui pour la fête pour son 42e anniversaire, Bontate a été mitraillé dans sa voiture, une Giulietta 2000, à Palerme, et meurt sur le coup. L’assassinat a été opéré par le tueur préféré de Riina, Pino Greco, surnommé Scarpuzzedda (la vieille godasse), un neveu de Michele Greco. Le proche allié de Bontate, Inzerillo, a été tué trois semaines plus tard, lui aussi par un tir de Kalashnikov. 
De nombreux amis de Bontate, mafiosi ou parents, ont été abattus dans les mois qui ont suivi pour prévenir une vendetta. L’un des proches amis de Bontate était Tommaso Buscetta, qui est en conséquence, après le meurtre de plusieurs de ses proches, devenu un pentito (repenti) après son arrestation au Brésil en 1983, suivi par Salvatore Contorno, l’un des conseillers de Bontate. Ils ont été des témoins clé qui ont permis aux juges Giovanni Falcone et Paolo Borsellino et l’ensemble du pool anti-mafia du tribunal de Palerme, de lancer les poursuites du Maxi-Procès au milieu des années 1980.